# Pieris

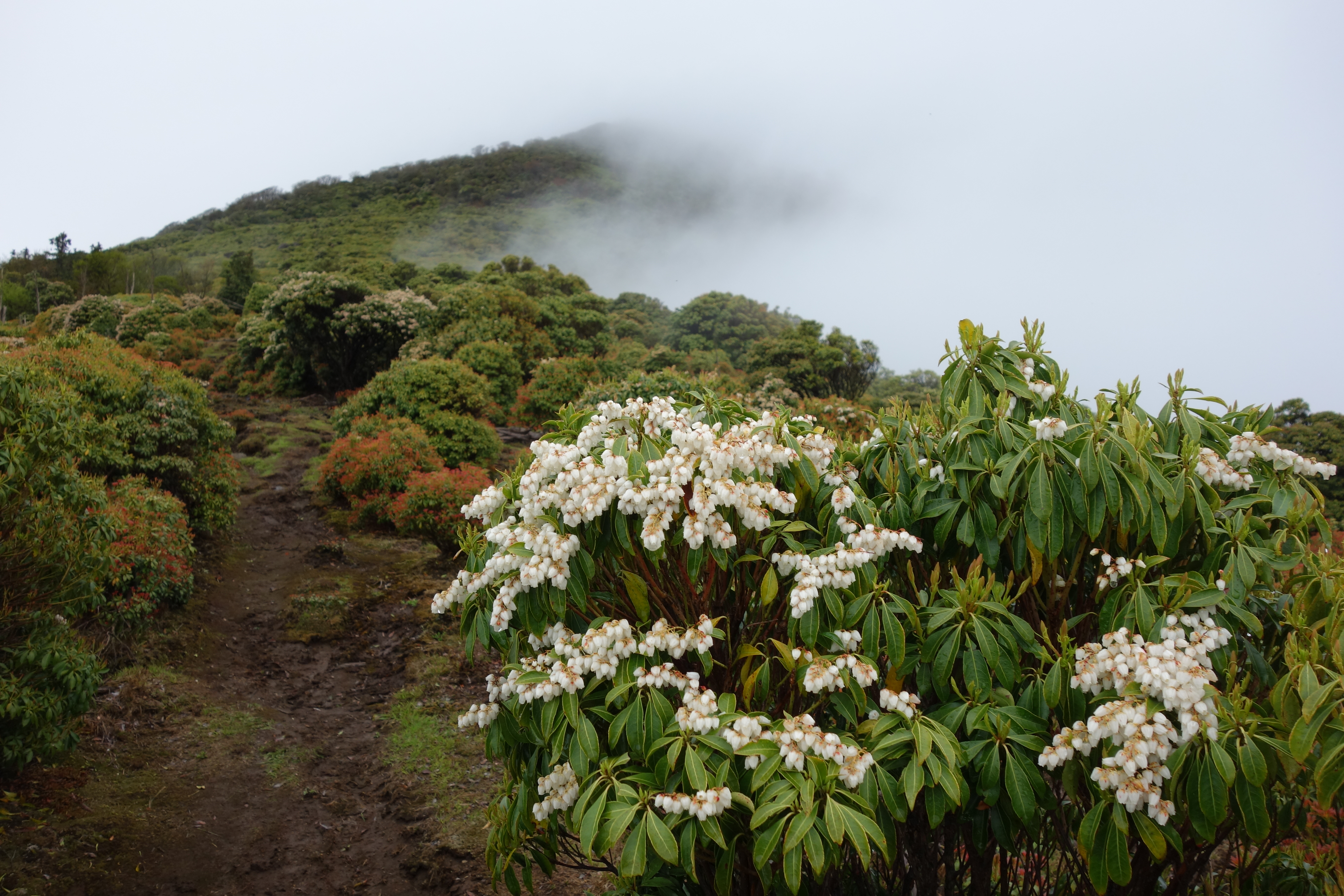
Pieris japoński w naturze

Pieris (Pieris D. Don) – rodzaj roślin z rodziny wrzosowatych (Ericaceae). Obejmuje 9 gatunków zimozielonych krzewów i małych drzew. Występują we wschodniej Azji, południowo-wschodniej części USA oraz w zachodniej części Kuby. Zasiedlają widne lasy i tereny skaliste. Niektóre gatunki uprawiane są jako ozdobne, zwłaszcza w odmianach ozdobnych.

## Morfologia
PokrójOkazałe, wolno rosnące krzewy dorastające do 3–4 m wysokości (kultywary do 1 m). W naturze niektóre gatunki rosną w formie niewielkich drzew do 8 m wysokości. Pędy pokryte włoskami wielokomórkowymi, czasem szorstkimi, u niektórych gatunków jednokomórkowymi, gęstymi lub rzadkimi.
LiścieWieczniezielone lub sezonowe, skrętoległe, czasem w pozornych okółkach (po trzy), ogonkowe. Blaszka jajowata do eliptycznej, zwykle skórzasta, całobrzega, drobno piłkowana lub ząbkowana (czasem z wydatnymi ząbkami), płaska na brzegu lub podwinięta.
KwiatyZebrane w kwiatostany szczytowe lub kątowe, wyrastające na ubiegłorocznych pędach, groniaste lub wiechowate. Szypułki kwiatowe wsparte dwiema przysadkami. Działek kielicha i płatków korony jest po 5. Płatki zrośnięte w koronę beczułkowatą lub nieco walcowatą, z krótkimi łatkami na końcach, zwykle barwy białej. Pręcików jest 10, krótszych od korony, z nitkami nagimi lub owłosionymi, tuż pod pylnikami z wydatnymi ząbkami. Zalążnia 5-komorowa, z szyjką zwieńczoną główkowatym znamieniem.
OwoceSuche, kulistawe do jajowatych torebki zawierające liczne (od 40 do 100) nasiona.

## Systematyka
Pozycja systematyczna
Rodzaj z plemienia Lyonieae i podrodziny Vaccinioideae w obrębie rodziny  wrzosowatych Ericaceae.
Wykaz gatunków
- Pieris amamioshimensis Setoguchi & Y.Maeda
- Pieris cubensis (Griseb.) Small
- Pieris floribunda (Pursh) Benth. & Hook.f. – pieris kwiecisty
- Pieris formosa (Wall.) D.Don
- Pieris japonica (Thunb.) D.Don ex G.Don – pieris japoński
- Pieris koidzumiana Ohwi
- Pieris nana Makino
- Pieris phillyreifolia (Hook.) DC.
- Pieris swinhoei Hemsl.

## Uprawa
Roślina ozdobna. W ogrodzie te rośliny powinny znajdować się w miejscu półcienistym (w pełnym słońcu dochodzi do poparzenia liści), osłoniętym (np. drzewami lub krzewami iglastymi, liściastymi) przed chłodnymi, zimowymi wiatrami. Tylko kilka gatunków można uprawiać w Polsce (najcieplejsze rejony, ale dobrze radzą sobie także na wschodzie Polski). Wymagają gleb kwaśnych (mają podobne wymagania do różaneczników), lekko wilgotnych, okrycia na zimę (agrowłóknina, gałązki drzew iglastych), chociaż młode okazy, całkowicie przykryte śniegiem też dobrze zimują. Czasami roślinom przymarzają wierzchołki pędów – jednak szybko się regenerują. Pierisy najlepiej sadzić wiosną do mieszaniny kwaśnego torfu, próchnicy, przegnitego igliwia, kory lub trocin. Ziemię wokół nich należy ściółkować (można też posadzić rośliny zadarniające: barwinki, tiarelle, epimedium ...). Przed zimą nasze okazy obficie nawadniamy, podlewamy je także w okresie zimy (gdy ziemia rozmarza).